# Frontalia genalis
Frontalia genalis är en tvåvingeart som beskrevs av Malloch 1929. Frontalia genalis ingår i släktet Frontalia och familjen Pyrgotidae. Inga underarter finns listade i Catalogue of Life.